# 臺鐵蒸汽機車編號史
臺鐵蒸汽機車編號史為臺灣鐵路管理局蒸汽機車的一項特色，其型式編號為隨著政策的實施甚至改朝換代而更動。自1887年起，分別在1899年、1905年、1937年及1945年更動編號。前後共有四次。

## 第一次（1899年10月）

### 背景
1899年，官營機構臺灣總督府交通局鐵道部正式成立，宣告原本由陸軍接管的鐵路，正式步入經營民生運輸的時代。同年年底開始，全面修築臺灣西部縱貫線，並分別從已完成的台北、新竹路線往南延伸及從打狗（今高雄）往北延伸。
當時的機關車，有劉銘傳時代的八輛（1號型、3號型）、日本陸軍臨時臺灣鐵道隊的四輛（1905年後的10號型）、以及臺灣鐵道會社的四輛（1905年後的14號型），各式編號各自為政，毫無章法。總督府為解決此一混亂的問題，乃於1899年10月進行台灣鐵道史上第一次編號改組，重編這16部車頭的編號。

### 編號規則
自1899年10月起，凡配置於北部線（北、基、桃、竹一帶）的車頭，賦予偶數編號，而配置於南部線（南、高一帶）者，則賦予奇數編號，皆以購入年代先後順序編號。
在1900年初，已有13輛在北、3輛在南。隨著施工進行需求漸增，鐵道部多次向日本內地調來中古車，並向英國、日本購入新車，台灣的鐵道建設，漸漸步入正軌。

## 第二次（1905年）
1905年，已修築五年餘的縱貫線南北，即將隨著後里庄(今后里)至三叉河(今三義)間竣工而完成銜接，故鐵道部於1905年將南奇北偶的編號方式取消。1899年迄1905年的編號制，成了史上實施期最短的一次，僅七年餘。
這時經過數年的施工，台鐵的機關車在1905年已達到31輛，其中14輛為新購，即今日的BK10型。

### 意義
此次編號改組，是受了縱貫線即將通車的影響，也象徵著鐵路事業步上軌道，全台鐵路營運規模即將制度化。從1905年起，新編號一用就是32年，直到C55型(即CT250型)引進後第三年（1937年）才結束。
在這段期間，台鐵蒸汽機車在素質、數量上，皆為高水準，在1908年縱貫線通車後不久，台鐵、日本與世界各國皆同步啟用過熱式蒸汽機車（1912年），更表示了這時台鐵蒸汽機車幾乎與世界同步。

### 編號規則
除了將清領末期的車輛恢復原有1～8號外，鐵道部將原本的7號編為9號，並把前陸軍臨時鐵道隊時期的四部納入10號型、前台灣鐵道會社的四部納入14號型。而1899年後購入的14部車頭則依抵台年代前後給予流水號，而編為18號型，從18編到31，此後自1905年起引進的新車，就依同樣的方式自32號開始往後編。
從50號型開始，以「十號一型」（十位晉級）的編法一直編下去，直到1911年120號型出現亦是如此。
到了1912年，過熱式機車研發成功，蒸汽機車朝大型化發展，性能大幅改善，因此火車編號開始預留較多輛數的空間，而有了「百號一型」（百位晉級）的編法。1912年鐵道部向美國ALCO訂購的四部過熱式機車抵台後，編為200型。此後即以同樣的方式，從200型起、300型、400型、500型……一直編到1922年800型抵台為止。
由於8號之後的機關車，鐵道部開始在型式、編號前加上E字（原因不詳），為當時官方、日人所接受，因此今日我們所稱當時的300型、80號型等，在日則稱為E300形、E80形等。

## 第三次（1937年）

### 背景
1922年，800型（同日本國鐵9600型）抵台，此後鐵道部發現：百號一型的編法已經編到800了，繼續編下去將使編號過長。因此1935年起，日本C55型蒸汽機車抵台後，即與日本使用相同型式，作為在台編號，而不再有900型出現。
然而，此舉卻衍生出新舊編號互不相容的問題，所以1937年C12型購入後，鐵道部乃下令將當時所有現存舊編號、1935年以前入台的蒸汽火車，賦予日式的新編號。此即日治末期新編號的由來。

### 編號規則
此次編號引進了以英文字母表示其動輪數目的方式，形成英數並列的編號型式名。英文字母方面以其排序作蒸機的動輪數目，例如開頭為B，則表示其為二動輪；開頭C則為三動輪、開頭D則為四動輪，依此類推。數字方面為二位數，依流傳下來的資料判斷：十位數部分，飽和水櫃式蒸機為3開頭，過熱水櫃式則為4開頭，而煤水車式蒸機則全部改以9開頭；個位數部分，除少數例外，絕大多數沿用了原先舊編號的首字，而有了B33、C95、D98等異於當時日本本土同款蒸機的型式名。對於表示其為某型式的第幾號車，則為「型式名」+「流水號」的方式，與日本內地統一，例如現存於苗栗鐵道公園的CT152、DT561，若依此時編號規則，則分別編為C952、D961，用以表示此二者分別為C95、D96型的第二號、第一號車頭；而現存的DT609在當時，依規則則編為D9829，表示其為D98型的第29號車。
然而，和之後的編號改組（見後述）相比，此次編號改組並不徹底，綜覽流傳至今的1937年至1945年間拍攝的台鐵蒸機照片，有部分仍維持舊有三位數的號碼牌，其中包含了500型（之後的CT150型），推測此次改組可能正逢盧溝橋事變爆發，受到中日戰爭升級影響，改號經費日漸短缺之故。

## 第四次（1945年）

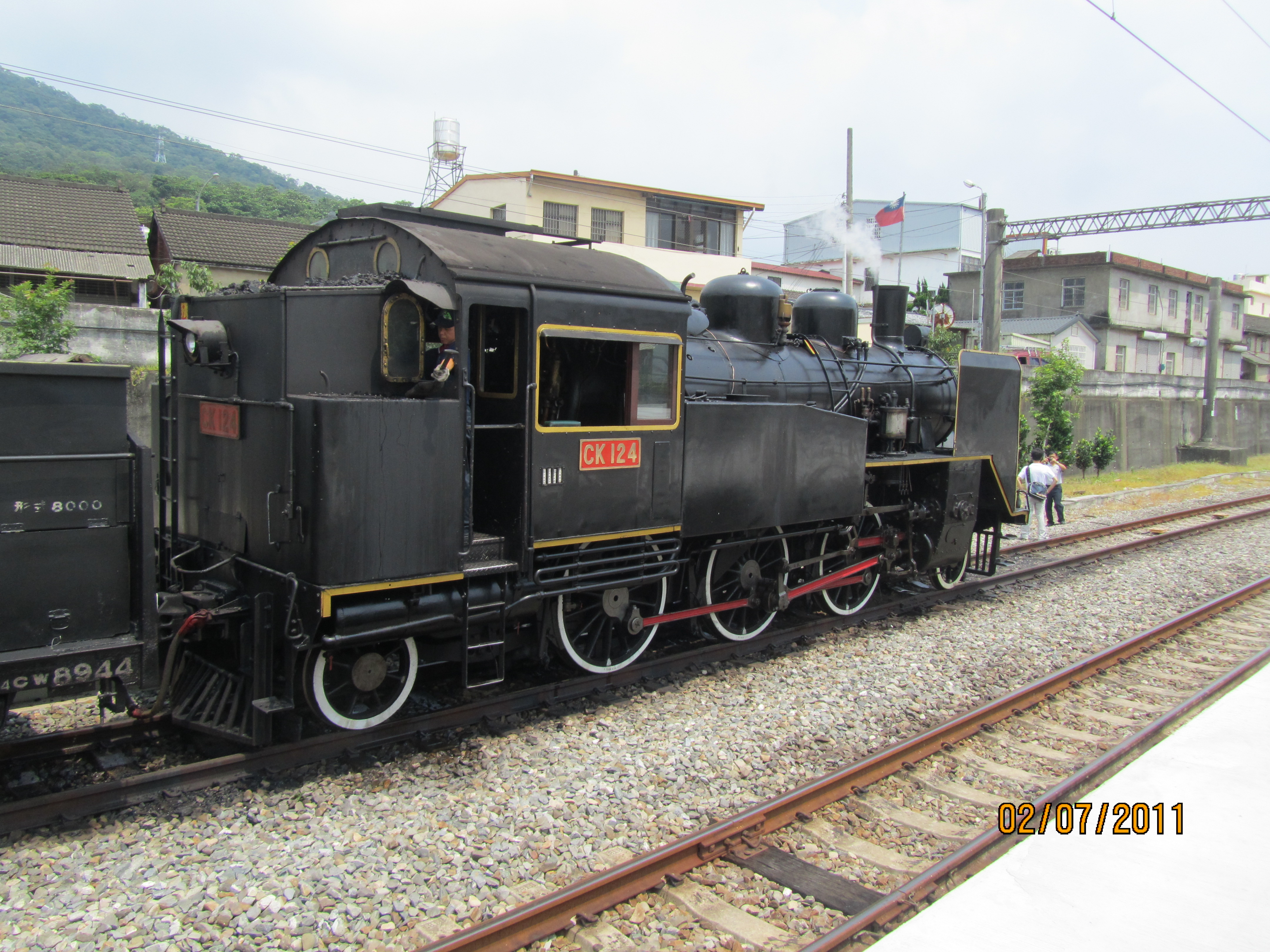
現存台鐵蒸機編號以此為例，表現在其側面車牌上：圖中為三動輪、水櫃式機車，故頭二字為CK；後三字為流水號124，表示此為CK120型的第4號車。2011年7月2日三義車站（註：此機車左方為其專屬煤水車，原並無此設計，是配合CK124復駛打造，以供中長途運行。）

第三次改號後過了約八年，臺灣光復；伴隨著台灣鐵路由中華民國國民政府接手管理，台鐵蒸機編號也進入了第四次改組。這也是最後一次編號改組，形成了今日現存台鐵蒸機號碼牌的編號格式。

### 規則
此次變動為徹底變革，之前尚存的百位數編號、1935年至1945年自日購入的新編號蒸機等車在此次改號下，改成了中華民國政府重新定義的編號；而此後購入的蒸機也接受了此編號規則。最大改變在於引進了用以區分水櫃式、煤水車式機車的英文字母。編號格式為最多五個英數字，前二者為英文字母，第一個仍維持了以英字母排序表示機車動輪數的標準，第二個則以K、T表示此蒸機為水櫃式（Tank）還是煤水車式（Tender）蒸機。後二至三位則為蒸機流水號，最多僅二位數者皆為飽和式蒸機，用於場站調車；三位數者除少數例外皆為過熱式蒸機，用以線上客貨運輸，當中100號起為支線主力、幹線普速用車頭；200號起為幹線長程客運主力，而500以上則為四動輪者，560起為貨運主力，900號則為五動輪者。
相較於第三次編號格式（見前述）將機車型式名、型式內第幾輛車予以分離編號，此改號版本重回了型式名與車號排序混和樣式，然大多數機車型式號數字部分並非整數，使得同一型式機車若有十輛以上，則第十輛之後的機車編號就有令十位數甚至百位數進位的情形；例子有現存的DT609，實際為DT580型的第廿九號車。因部分蒸機在1945年以前即受若干因素而報廢消失，使得同一型式的車號內有出現跳號，但經過此次改號，新編號又重新連貫，最顯著為300型至EK900型的編號變化。

由於此次改號完成後，台鐵逐漸進入動力柴油化甚至電氣化，因此留存至1945年後且接受了此次改號的蒸機，就以這一時期呈現的編號版本陪伴到退休為止；民國73（1984）年二月最後一批蒸汽火車正式永別台鐵運輸主力，使得此次誕生的編號版本成為使用最久且持續至今的版本。

## 各型編號演變列表
以下形式皆依購入年代先後順序排列。
| 1899之前                  | 1899～1905           | 1905～1937             | 1937～1945              | 1945迄今            |
| ------------------------- | -------------------- | ---------------------- | ----------------------- | ------------------- |
| 1號型                     | 2、4                 | 1號型                  | （1924年報廢）          |                     |
| 3號型                     | 6～16 - 皆為偶數編號 | 3號型                  |                         |                     |
| 臨時鐵道隊117號、官鐵60號 | 18、20               | 12、13號（10號型）     |                         |                     |
| 官鐵166、167號            | 22／1                | 10、11號（10號型）     | C31型                   |                     |
| 1～4號 - 台灣鐵道會社     | 24、26／3、5         | 14號型                 | B31型                   | BK1型               |
|                           | 7號                  | 9號                    |                         |                     |
|                           | 9～11 - 皆為奇數編號 | 18～21號（18號型）     | B3318～B3321            | BK11～BK14 - BK10型 |
|                           | 28～44／17           | 22～31號（18號型）     | B3322～B3331 - 28號報廢 | BK15～BK23 - BK10型 |
|                           |                      | 32～35號（18號型）     | B3332～B3335            | BK11～BK14 - BK10型 |
|                           |                      | 36～37號（18號型）     | 新店線6、7號            | BK28、BK29 - BK10型 |
|                           |                      | 50號型                 | C35型                   | CK50型              |
|                           | 官鐵825、827、828號  | 60號型→（1911）120號型 | （1933年解體）          |                     |
|                           |                      | 70號型                 | B37型                   | BT40型              |
|                           |                      | 80號型                 | C38型                   | CK80型              |
|                           |                      | 100號                  | C41型                   | （1938年解體）      |
|                           |                      | 110號型                | （1934、1936年解體）    |                     |
|                           |                      | E200型                 | C92型                   | CT240型             |
|                           |                      | E300型                 | E43型                   | EK900型             |
|                           |                      | E400型                 | C44型                   | CK100型             |
|                           |                      | E500型                 | C95型                   | CT150型             |
|                           |                      | E600型                 | D96型                   | DT560型             |
|                           |                      | E800型                 | D98型                   | DT580型             |
|                           |                      | 40號型                 | D34型                   | （1938年解體）      |
|                           |                      | 45號型                 | C34型                   | （1938年解體）      |
|                           |                      | 48號型                 | C34型                   | （1938年解體）      |
|                           |                      |                        | C55型                   | CT250型             |
|                           |                      |                        | C12型                   | CK120型             |
|                           |                      |                        | D51型                   | DT650型             |
|                           |                      |                        | C50型                   | CT230型             |
|                           |                      |                        | C57型                   | CT270型             |
|                           |                      |                        | 不明                    | CK110型             |
|                           |                      |                        | A7、A12                 | DK500型             |
|                           |                      |                        | 新店線1、2號            | CK2型               |
|                           |                      |                        | 新店線3號               | CK4                 |
|                           |                      |                        | 新店線5號               | CK5                 |
|                           |                      | LC110型                | LC110型                 | LCK20型             |
|                           |                      | LC100型                | LC100型                 | LCK10型             |
|                           |                      | LC120型                | LC120型                 | LCK30型             |
|                           |                      | LD1050型               | LD1050型                | LDK50型             |
|                           |                      |                        | 不明                    | LCK40型             |
|                           |                      |                        | LD500型                 | LDT100型            |

## 註解、出處
1. ↑  季刊 The Rail（日语：レイル (雑誌)） 23號 頁33
2. ↑  即DK500型，見蘇昭旭（2000年），頁76-77。
3. ↑  蘇昭旭（2000年），頁60-61。
4. ↑  蘇昭旭（2000年），頁129。